# Carl Grünberg
Carl Grünberg (Focşani, Rumanía, 10 de febrero de 1861-Fráncfort del Meno, Alemania, 2 de febrero de 1940) fue un economista, historiador y sociólogo marxista austriaco. Es considerado el padre del austromarxismo y fue el director fundador del Instituto de Investigación Social de Frankfurt.

## Biografía

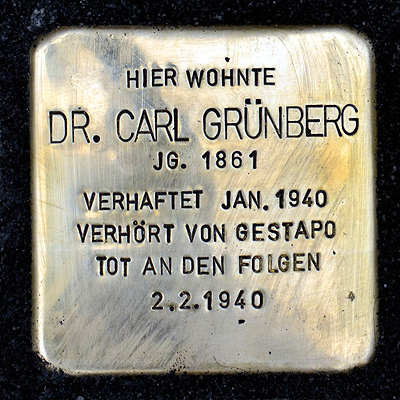
Stolpersteine de en Fráncfort del Meno.

Nacido en Focşani, Rumanía, en el seno de una familia germano-judía de Besarabia, Grünberg asistió al Gymnasium (escuela de gramática) en Chernivtsí, la ciudad principal de Bucovina, entonces parte del Imperio austrohúngaro. En 1881 se trasladó a Viena, donde estudió derecho, en particular con Lorenz von Stein y Anton Menger, graduándose con el título de Doctor en Derecho en 1886. Después de trabajar como asistente legal, recibió el certificado de abogado en 1890. Luego fue a Estrasburgo (Alsacia era entonces parte del Imperio Alemán), donde estudió economía con Georg Friedrich Knapp y Gustav Schmoller. En 1892, Grünberg fue bautizado como católico. Después de su regreso a Viena, ejerció como abogado antes de incorporarse a la judicatura como juez de distrito en 1897.
Al mismo tiempo, completó su habilitación en economía política en 1894 y se convirtió en profesor no remunerado (Privatdozent) en la Universidad de Viena. No fue hasta 1899 cuando recibió un puesto de profesor remunerado y pudo renunciar a su trabajo como sostén de la judicatura. En 1909 obtuvo la cátedra y en 1912 fue nombrado, a pesar de una fuerte oposición, para la cátedra de historia económica moderna. Carl Grünberg fue el padre del austromarxismo. Entre sus alumnos se encontraban Max Adler, Friedrich Adler, Otto Bauer, Rudolf Hilferding y Karl Renner. Después de que Austria fuera proclamada república y los socialdemócratas entraran en el gobierno, Grünberg fue nombrado presidente de economía política y política económica nacional en 1919.
En 1924 se convirtió en el primer director del Instituto de Investigación Social, más tarde conocido como la Escuela de Fráncfort. Fundó y editó una revista de historia del trabajo y del socialismo, el Zeitschrift für Social- und Wirtschaftsgeschichte (1893) y el Archiv für die Geschichte des Sozialismus und der sozialen Bewegung (1911), una revista que hoy se conoce como Grünberg-Archiv (Archivo de la Historia del Socialismo y del Movimiento Obrero). Bajo su dirección, el instituto trabajó en estrecha colaboración con el Instituto Marx-Engels de Moscú. Después de haber sufrido un derrame cerebral, se retiró en 1929 y dejó el Instituto a Max Horkheimer. En 1931 se convirtió en miembro honorario de la Academia de Ciencias de la Unión Soviética.

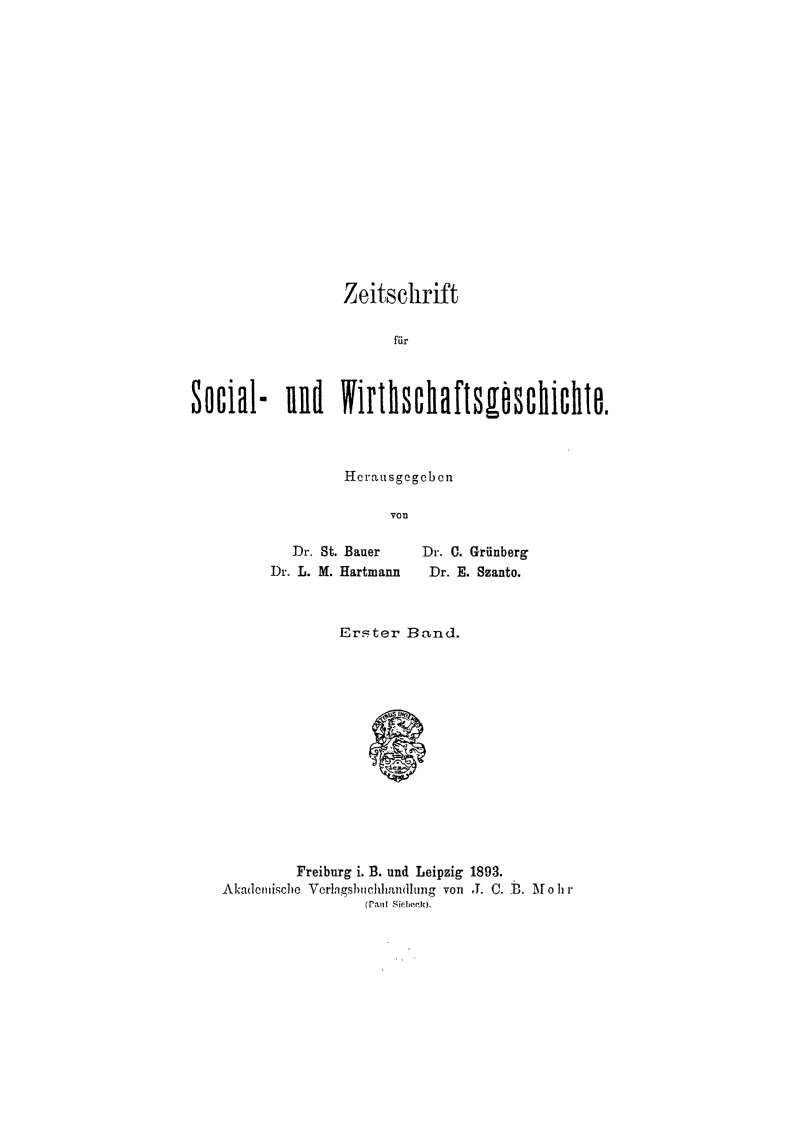
Portada de Zeitschrift für Social- und Wirtgschaftsgeschichte, vol. 1 (1893)

## Obras
- Die Bauernbefreiung: Und die Auflösung des Gutsherrlich-Bäuerlichen Verhältnisses in Böhmen, Mähren und Schlesien (Leipzig 1893)
- Sozialismus, Kommunismus, Anarchismus (Jena 1897)
- Studien zur österreichischen Agrargeschichte (Leipzig, 1901)

- Zum Todestag von Carl v. Ossietzky: ein kämpferischer Humanist (1946)
- Mit Carl v. Ossietzky in Sonnenburg (1946)
- Es begann im Eden (1953)